# Krugrecht
Das Krugrecht (auch Schankgerechtigkeit, Ausschanksgerechtigkeit oder Schankgerechtsame) bezeichnet die Gerechtsame des vormodernen Rechts zur gewerblichen Bewirtung von Gästen in einer Gaststätte („Krug“), oft bezogen auf das Ausschenken von Wein und Bier. Der Begriff schloss das Recht zur Beherbergung nicht ein. Oft war das Krugrecht mit der Braugerechtsame gekoppelt. Zum Zeichen, dass das Bier fertig gebraut war, steckten die Inhaber des mit dem Krugrecht verbundenen Braurechts grüne Gerstenbündel in Kranzform an oder in dafür vorgesehene Öffnungen an der Hausfassade. Der Wirtshausname „Krug zum Grünen Kranze“ ist heute noch weit verbreitet. Das Volkslied von Wilhelm Müller „Im Krug zum grünen Kranze“ (1821) greift eine Begegnung in einem solchen Haus in Halle (Saale) auf.

## Landesrechtliches Beispiel
Mark Brandenburg: Der Inhaber des Krugrechts wurde auch als Krüger (daher der Nachname) bezeichnet. Früher wurde dem beauftragten Gründer eines Dorfes meist neben dem Mühlenrecht auch das Krugrecht verliehen. Später wurde das Krugrecht meist vom Dorfschulzen ausgeübt.
Das mit dem Krug verbundene Grundstück war meist kölmischen Charakters, das heißt frei von Scharwerks- und Naturalabgaben. Jedoch musste eine jährlich festgeschriebene Summe entrichtet werden. Die Abgaben für den Krug waren abhängig von der Höhe des Ausschanks.
Der Krug durfte, anders als die Scharwerksbaue, veräußert oder vererbt werden. Dies galt jedoch nur für das Gebäude, nicht für die zugehörigen Hufen.